# Journal of Health Economics
Das Journal of Health Economics ist eine wirtschaftswissenschaftliche Fachzeitschrift, deren Schwerpunkt Gesundheitsökonomie ist. Das Journal of Health Economics wird vom niederländischen Verlag Elsevier mit einer Frequenz von sechs Ausgaben pro Jahr herausgegeben und gilt als eine der führenden Fachzeitschriften im Bereich der Gesundheitsökonomie.

## Geschichte
Das Journal of Health Economics wurde erstmals 1982 durch North-Holland Publishing mit Joseph P. Newhouse (Harvard Medical School) als Redakteur und Anthony J. Culyer (University of York) veröffentlicht, um der wachsenden Nachfrage nach einer Fachzeitschrift, die Forschung zur Anwendung ökonomischer Methoden und Ansätze auf gesundheitspolitische Fragestellungen publizieren würde, gerecht zu werden. Während die Publikationsfrequenz des Journal of Health Economics zu Beginn lediglich drei Ausgaben pro Jahr betrug, wuchs die Zahl der Ausgaben 1984 auf vier, 1995 auf fünf und schließlich 1996 auf sechs Ausgaben pro Jahr.

## Inhalte
Das Journal of Health Economics sucht Artikel, welche sich mit der Ökonomik des Gesundheits- und Medizinwesens beschäftigen. Der Umfang der Zeitschrift umfasst hierbei folgende Themen:
- die Produktion von Gesundheit und Gesundheitsfürsorge;
- die Nachfrage und Nutzung von Gesundheitsfürsorge;
- die Finanzierung von Gesundheitsfürsorge;
- die Bemessung von Gesundheit;
- verhaltenswissenschaftliche Modelle der Nachfrager, Anbieter sowie sonstiger Agenten des Gesundheitswesens;
- Gesundheitsverhalten und politische Maßnahmen im Gesundheitswesen;
- Effizienz und Verteilungsgerechtigkeit der Gesundheitspolitik.

Andere Themen werden ebenfalls angenommen, wenn die Redakteure ihr Einverständnis erklären. Insbesondere Anwendungen moderner Gesundheitsökonomie auf die Probleme in sowohl entwickelten als auch weniger entwickelten Ländern werden willkommen geheißen.

## Redaktion
Die Redaktion des Journal of Health Economics besteht aus John Cawley, Martin Chalkley, Michael E. Chernew, David M. Cutler, Ellen R. Meara, Nigel Rice, Luigi Siciliani und Andrew D. Street sowie 18 Associate Editors.

## Rezeption
In einer Studie von Kalaitzidakis et al. (2003) belegte das Journal of Health Economics Platz 71 von 159 ausgewerteten Publikationen, konnte sich jedoch in einer aktualisierten Studie von Kalaitzidakis et al. (2011) auf Platz 31 von 209 verglichenen Publikationen steigern. Im wirtschaftswissenschaftlichen Publikationsranking des Tinbergen-Instituts an der Universität Amsterdam wird das Journal of Health Economics in der Kategorie A („sehr gute allgemeine wirtschaftswissenschaftliche Fachzeitschriften und Spitzenzeitschriften im jeweiligen Fachgebiet“) geführt. Eine weitere Studie der französischen Ökonomen Pierre-Phillippe Combes und Laurent Linnemer listet das Journal mit Rang 23 von 600 wirtschaftswissenschaftlichen Zeitschriften in die drittbeste Kategorie A ein.
Die Zeitschrift besitzt einen Impact Factor von 1,600 (Stand 2012). In der Statistik des Social Sciences Citation Index wird die Zeitschrift an 72. Stelle von 333 Journals in der Kategorie Wirtschaftswissenschaften geführt. In der Kategorie Gesundheitspolitik & Gesundheitsdienst belegte die Zeitschrift Rang 31 von 67 Journals.